# لغة إشارة الطفل
لغة إشارة الطفل هي وسيلة تتيح للأطفال والرضّع التعبير عن مشاعرهم واحتياجاتهم والتواصل مع الآخرين قبل تطوّر الكلام لديهم. تتطور الإشارات عند الأطفال من مرحلة طبيعة (لدى الرضع) إلى معرفة وذلك بالتوجيه والتشجيع
يكون لدى الرضع والأطفال الصغار الرغبة في توصيل احتياجاتهم ورغباتهم، ولكنهم يفتقرون إلى القدرة على القيام بذلك بسهولة وذلك لأن خطابهم الغير مفهوم نتيجة القدرة المعرفية في السنوات الأولى من الحياة. يقول مكتشفوا لغة الإشارة عند الأطفال أن هذه الفجوة بين الرغبة في التواصل والقدرة عليها غالبا ما تؤدي إلى الإحباط ونوبات الغضب. ولكن بما أن حركات اليد والعين تتطور أسرع من اكتساب المهارات اللفظية، يمكن أن يتعلم الرضع إشارات بسيطة للكلمات الشائعة مثل «الأكل» و«النوم» و«المزيد» و«العناق» و«اللعب» و«الحلوى» و«دمية الدب» قبل أن يكونوا قادرين على إنتاج خطاب مفهوم. سيطور كل رضيع قدرته على الإشارة في مراحل مختلفة قليلا في نموه أو نموها. قبل أن يكون الرضيع قادرا على الإشارة من المهم للرضيع أن يكون قادرا على التركيز على حركة اليد وأن يملك المهارة المعرفية ليربط حركات معينة بصورة مما ينتج عنه ابتداء الأطفال الصغار الإشارة في أعمار مختلفة.

## البحوث

### البحث السلوكي
في مقال نشر في جمعية علم النفس البريطانية لعالم النفس غوينيث دوهرتي سنيدون ذكر بالتفصيل الأسس النظرية وراء نمو هذه الظاهرة وبعض الادعاءات التي قدمها مؤيديها. كما يشير دوهرتي سنيدون أنها ليست جديدة كليا لذلك تسمى ب «إشارة الطفل». وقد استخدم اختصاصي الكلام واللغة البدائل لعقود مع الأطفال الذين لديهم ضعف في الكلام أو ضعف في قدراتهم المعرفية أو كليهما ومن المعترف به بشكل واسع أن التواصل هو صميم تنمية الطفل، سواء كانت التنمية المعرفية أوالاجتماعية أوالعاطفية أو السلوكية.
درس فريق أمريكي بقيادة الطبيبتان ليندا اكردولو وسوزن جادوين أطفال في عمر 11 شهر. قسم الأطفال في هذه الدراسة إلى ثلاث مجموعات: اشتملت المجموعة الأولى على الأطفال الذين تعلموا الكلمات بما فيها الإشارات الرمزية المتزامنة، واشتملت المجموعة الثانية على الأطفال الذين حرص أوليائهم على التدريب اللفظي ودرسوا نفس الكلمات، أما المجموعة الثالثة فلم تتلقى أي حرص على التدريب. تم مراقبة تطور كلام ولغة الأطفال حتى سن ثلاث سنوات. وأظهرت نتائج الدراسة التي كانت في مجموعة استخدمت لغة إشارة الأطفال أن متوسط درجات الأطفال أعلى من مجموعة التحكم الغير مدربة. ولم يكن هناك أي مقارنة مباشرة بين مجموعة تدريب الإشارات الرمزية ومجموعة التحكم للتدريب اللفظي. وعند عمر 36 شهرا لم يكن هناك فائدة مستمرة في المجموعة التي كانت تدرس عن طريق حركات اليد الرمزية عند مقارنتها بمجموعة التحكم الغير مدربة.
و في جلسة مناقشة بعنوان «الآثار المترتبة على الوالدين» لخص المؤلفين نتائج هذه الدراسة بالقول «خلال المقارنات بين أطفال ذوي 36 شهرا، كان أطفال (التدريب الرمزي) متقدمين في التحكم ولكن ليس بشكل كبير جدا فالآثار الإيجابية الهامة لا تظهر إلا في النهاية.»
وطرحوا أيضا أن الذين تعلموا الإشارة يحصلون على الفوائد التالية:
- يكونون أكثر تقبلا وتعبيرا من مفردات اللغة الشفهية.
- تقدم أكثر للنمو العقلي.
- قلة المشاكل السلوكية مثل نوبات الغضب الناتجة عن الإحباط.
- تحسن علاقات الأطفال بذويهم.
- قوة الفهم.
- القدرة على التعبير عن احتياجاته.
- تقليل العدوانية مثل العض والضرب نتيجة لقدرة الطفل على التعبير عن احتياجاته.
- زيادة احترام الطفل لوالديه.
- يصبح الوالدين أكثر استجابة وملاحظة لأطفالهم.
- تعزز معرفة القراءة والكتابة.

و طرحوا الآليات الكامنة وراء هذه الفوائد لتشمل:
- زيادة عدد أحداث الانتباه البصري المشترك خلال التفاعل بين الأطفال الصغار وذويهم فالمعروف أنها مرتبطة بتحسين المهارات اللغوية.
- تمكن الرضيع على التركيز في الموضوع وسياق الحديث.
- مناقشة وتوضيح المفاهيم.
- إضافة الممارسة مع الوظيفة الرمزية.

تدعي دوهرتي سنيدون أن القضية الأساسية هي ضمان أن الأبحاث الكافية والمصممة بشكل مناسب متاحة لدعم الادعاءات المتعلقة بالإشارة عند الأطفال. استنتج من استعراض البحوث أنه على الرغم من الفوائد التي سجلت في 13دراسة من أصل 17 دراسة إلا أن اختلاف الضعف المنهجي يترك أدلة غير مؤكدة. فحتما يحتاج البحث المتعلق بآثار إشارة الأطفال إلى مجموعات تحكم أفضل مثل الأطفال الذين يحصلون على نفس الاهتمام والأنشطة الترفيهية القائمة على تفاعل لغة الكبار والأطفال ولكن ليس إشارة الأطفال.
استنتج فولتيرا وآخرون في عام 2006 أن مدخلات الإشارة المعززة لغير المصابين بالصم تعد حافزا لاكتساب حركات اليد وخاصة عند استخدام أسلوب التمثيل والنتيجة هي وظيفة تواصلية رمزية. ويضيفون أن هذا التقدم قصير الأمد (ما بين 12 و15 شهرا من العمر). تقول دوهرتي سنيدون إنما هذا الجدول الزمني لا يمثل سوى قاعدة عامة. التعزيز والفائدة هي أكثر توسعا في كثير من الأطفال الصغار الذين لا يتكلمون إلا بعد ميلادهم الثاني.
و تستنتج دوهرتي سنيدون أن هناك ثلاث مستويات مختلفة من الدعم لمساعدة الإشارة عند الأطفال:
- الدلالي، إذا لم يكن إثباتا قويا ودليل من بحث الإشارة عند الأطفال.
- الأدلة المتعلقة بإشارة الصم وإشارة السمع / بحث اللغة.
- الدعم القصصي المقنع من الأسر المتبعة هذا النهج.

### البحث المتطور
غالبا ما يعتبر الدكتور جوزيف غارسيا قائدا لحركة لغة الإشارة عند الأطفال. وهو خبير بارز ومؤيد لاستخدام لغة الإشارة الأمريكية (ASL) للتواصل مع الرضع والأطفال الصغار. نُشر كتاب جوزيف غارسيا الأول بعنوان الأطفال يتحدثون في عام 1994 بعد بحث تخرجه. وأشار بحثه أن الأطفال الذين تعرضوا للإشارة بانتظام وباستمرار خلال ستة إلى سبعة أشهر يمكن أن يستخدموا لغة الإشارة على نحو فعال في غضون شهرين إلى ثلاثة أشهر. كان أول كتاب ظهر في السوق متعلق بإشارة الأطفال. نُشر كتاب الإشارة مع طفلك في عام 1999 الذي أصبح الأفضل مبيعا في موقع أمازون والحائز على عدة جوائز. فهو يعتبر الأساس للغة الإشارة عند الأطفال.
يشير بحث بونفيلين وفولفن إلى أن الأطفال الذين نشئوا في بيئة تستخدم لغة الإشارة يقومون بإشارتهم الأولى في متوسط سن 8.2 شهور. في حين وجد كابيوت وآخرون أن النطق بأول كلمة عند الأطفال المتحدثين يكون في متوسط سن 11.3 شهر. وقد وجد أن هذا الاكتساب المفيد يمتد إلى عدة كلمات وبالإضافة إلى معالم عدة للإشارة. يكتسب الأطفال المستخدمين للغة الإشارة 10 مفردات إشارية في متوسط سن 13.1 شهر مقارنة مع 10 مفردات إشارية عند الأطفال المتحدثين في متوسط سن 15.1 شهر. واكتسبت معالم 50 إشارة و50 كلمة في متوسط سن 18 شهر و19.6 شهر على التوالي.
أول إنتاج لإشارتين مجتمعتين في متوسط سن 17.1 شهر بينما أول نطق لكلمتين مجتمعتين يكون بين 18 و24 شهر. لم يكن هنالك اختلاف كبير بين أطفال الإشارة والأطفال الذين يتحدثون في اكتساب الصرف.
نفذ كيمبرلي ولي برنامج في مدرسة مختبر الرضع والاطفال الصغار لصوفي روجرزفي عام 1998 في جامعة ولاية أوهايو. بدأ الرضع الذين لا تتجاوز أعمارهم 9 أشهر ومعلميهم تعلم استخدام بعض الإشارات من لغة الإشارة الأمريكية لتواصل مع بعضهم البعض. لم يكن القصد من البرنامج تعليم لغة الإشارة الأمريكية بل استخدام إشارات للتواصل بشكل فعال. وجد البرنامج أن الأطفال سيستخدمون الإشارات التي تعلموها في الفصول الدراسية في المنزل. وأشار استنتاج آخر أن الفتيات يستخدمون الإشارات أكثر من الأولاد.

### تطور اللغة
تفيد لغة الإشارة التطور اللغوي للطفل بعدة طرق تشمل زيادة المفردات وتقدم أكثر في مهارات القراءة والكتابة وتكوين الجملة والتعبير أكثر بحركات اليد واللغة المحكية مع بعضها في تبادل المحادثات والسماح بالتواصل بين اللغات المحكية المختلفة. وجد أن الأطفال الرضع الذين يقومون بلغة الإشارة مبكرا لديهم مفردات أكثر عندما يصبحون أطفال صغار. مع المهارات اللغوية يعزز الاستخدام المبكر للغة الإشارة التطور الإدراكي والأكاديمي والاجتماعي والعاطفي.
وفقا لكارين اموري والبحث استنتج تطور الأطفال في المهارات اللغوية في نفس الوقت تقريبا، بغض النظر عن كونه يدرس اللغة اللفظية أو لغة الإشارة. ولكن يبدو أن الأطفال الذين يتعلمون لغة الإشارة بدأوا «بالبعبعة»(الصوت الذي يخرجه الطفل الصغير) مع حركات اليد في وقت أبكر من البعبعة المنطوقة للطفل المتعرض للغة اللفظية.
أجرت المؤسسات الصحية الوطنية دراسة نظرت فيها إلى مجموعتين من الأطفال: المجموعة الأولى درست لغة إشارة الأطفال والأخرى اللغة اللفظية. مع تقدم الدراسة ظهر أن الرضع من مجموعة الإشارة أكثر تقدم في المهارات اللغوية من المجموعة اللفظية متضمنا التقدم الأكبر في الحديث اللفظي. لا يزال الفرق في المهارات اللغوية واضحا عند المشتركين في وقت لاحق من الحياة. وكان الأطفال عند عمر 8 من مجموعة الإشارة الأصلية يملكون معدل ذكاء أعلى ومرتبة أعلى في فصولهم الدراسية من الأطفال من المجموعة اللغوية اللفظية.
نظرت دراسة أخرى تتضمن ولدين صغيرين ضعيفي السمع إلى أهمية تقديم طفل لغة الإشارة إلى طفل آخر. حدد فقدان سمع الطفل الأول بعد فترة قصيرة من الولادة وبدأ تعلم لغة إشارة الأطفال مبكرا جدا. لم يحدد فقدان سمع الطفل الثاني حتى وصل عمره سنتان وبالتالي لم يتعرض للغة إشارة الأطفال حتى ذلك الحين. أظهرت نتائج هذه الدراسة أن الصبي الذي كان يدرس لغة إشارة الأطفال لديه اكتساب أفضل لكل المهارات اللغوية، بينما الولد الآخر الذي كان يدرس اللغة اللفظية حتى اكتشف ضعف سمعه كان لديه صعوبة أكثر في المهارات اللغوية. يمكن أن تكون لغة إشارة الأطفال حاسمة نحو تطوير اللغة في بعض الحالات، ومع ذلك لا تسبب أي ضرر لأولئك الذين ليس لديهم ضعف في السمع.
تعزز لغة الإشارة عند الأطفال التواصل قبل أن يكون الطفل قادرا على التواصل لفظيا مع الآخرين. عندما التنسيق بين اليد والعين يتطور في وقت أبكر من قدرة الطفل على التحدث اللفظي تسمح لغة الإشارة عند الأطفال للطفل أن يبدأ تجريب وتطوير مهاراته أو مهاراتها اللغوية قبل أن يكون قادرا أو تكون قادرة جسديا على التحدث. عندما تكون حركات اليد جزء من الخطاب الطبيعي فتدريس لغة إشارة الأطفال تمكن الأطفال تعلم جانبا من التواصل الذي يستخدم بشكل شائع تماما كاللغة اللفظية. الفائدة هي أن الأطفال قادرون على تعلم حركات اليد قبل المهارات اللفظية، وبالتالي الذين يتعلمون لغة إشارة الأطفال يكتسبون المهارات اللغوية أسرع من أولئك الذين لا يفعلون ذلك.

## صور

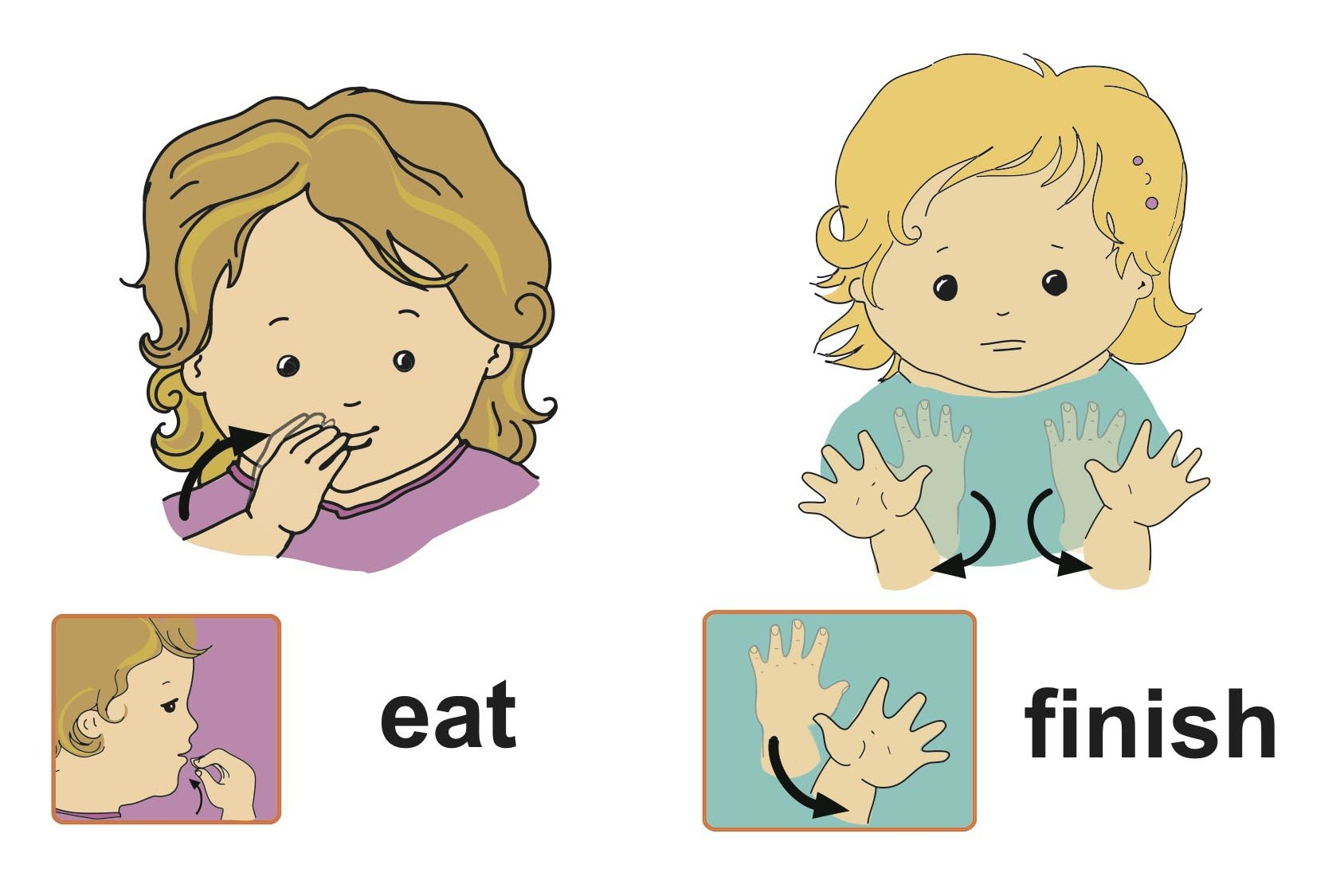
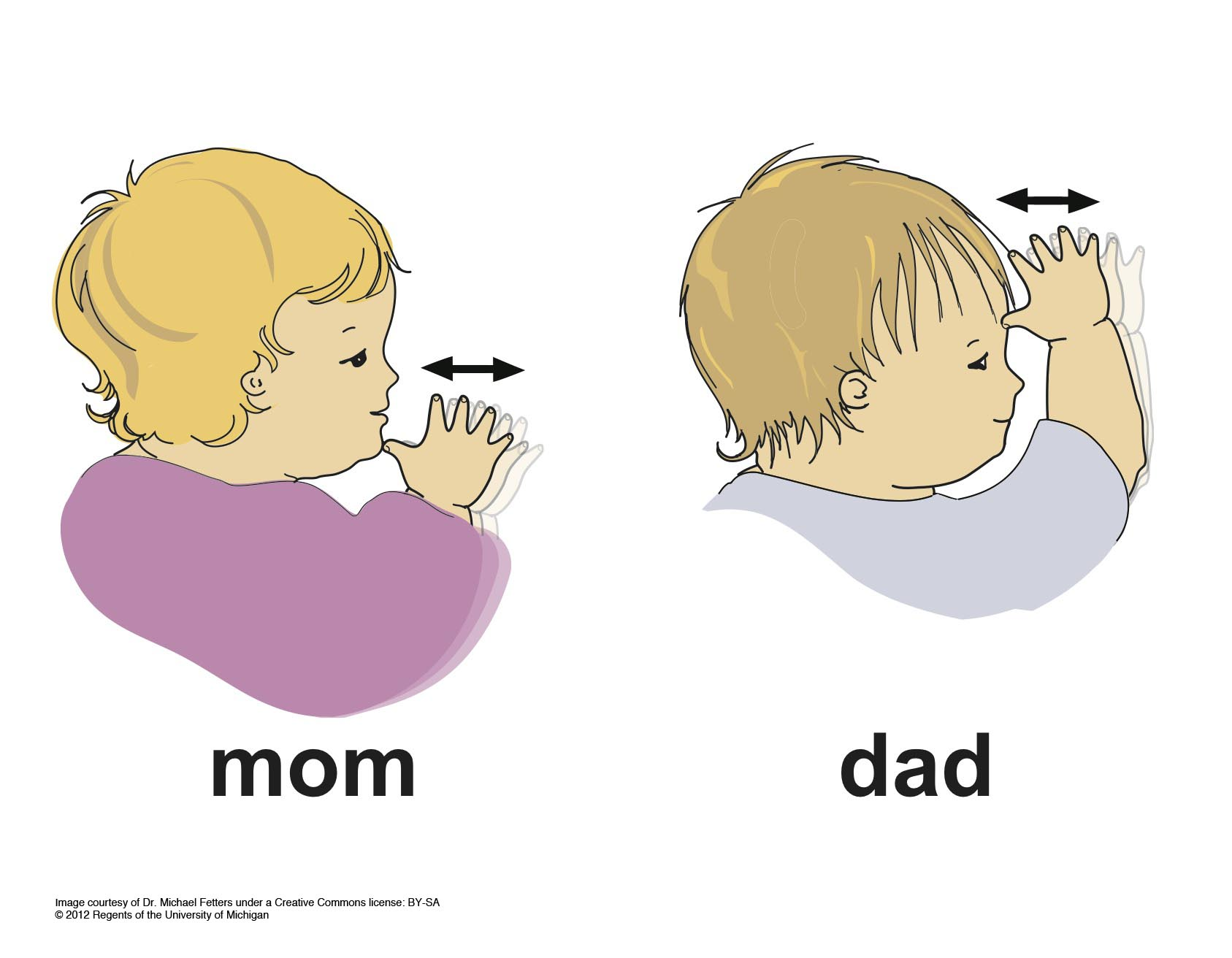
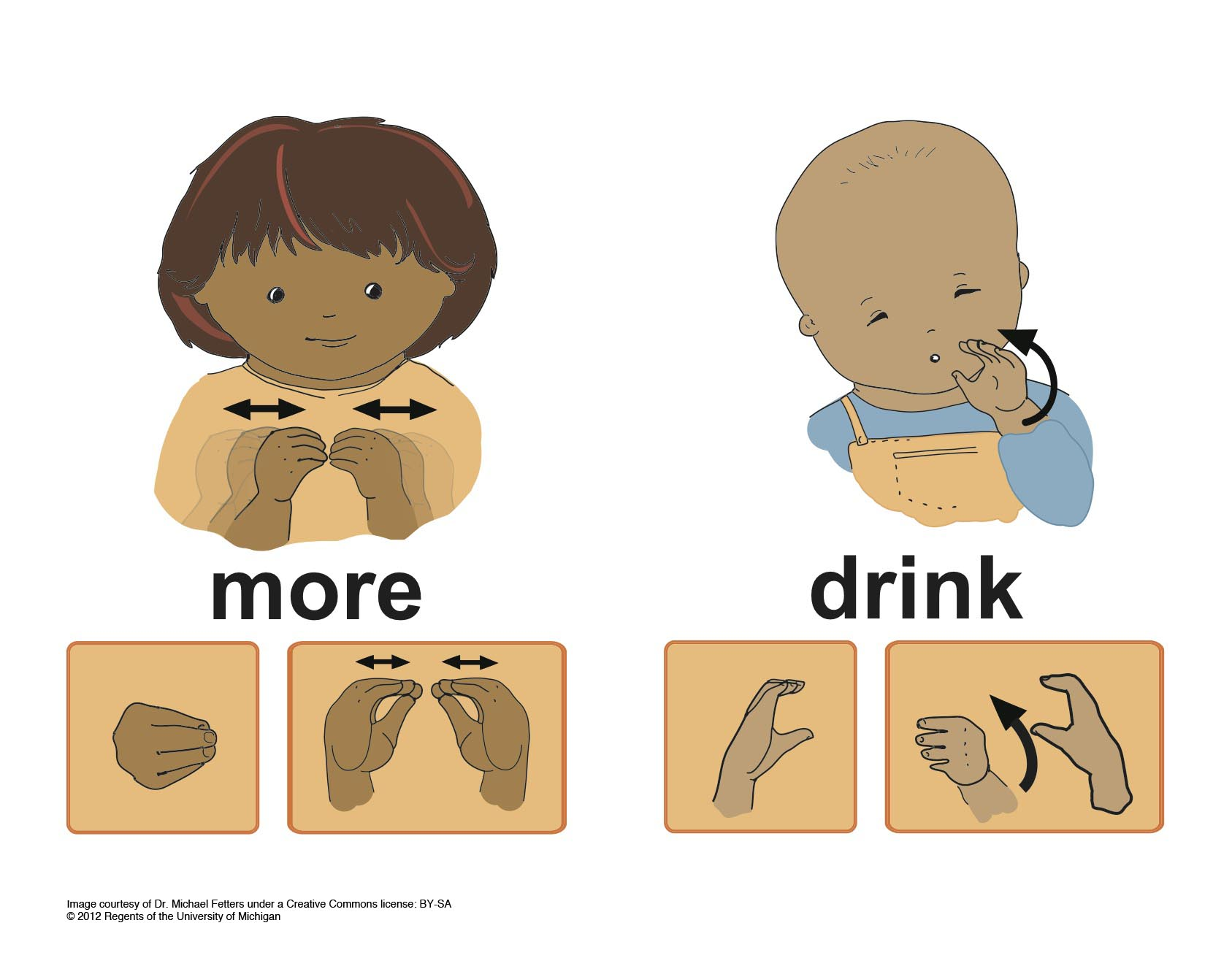
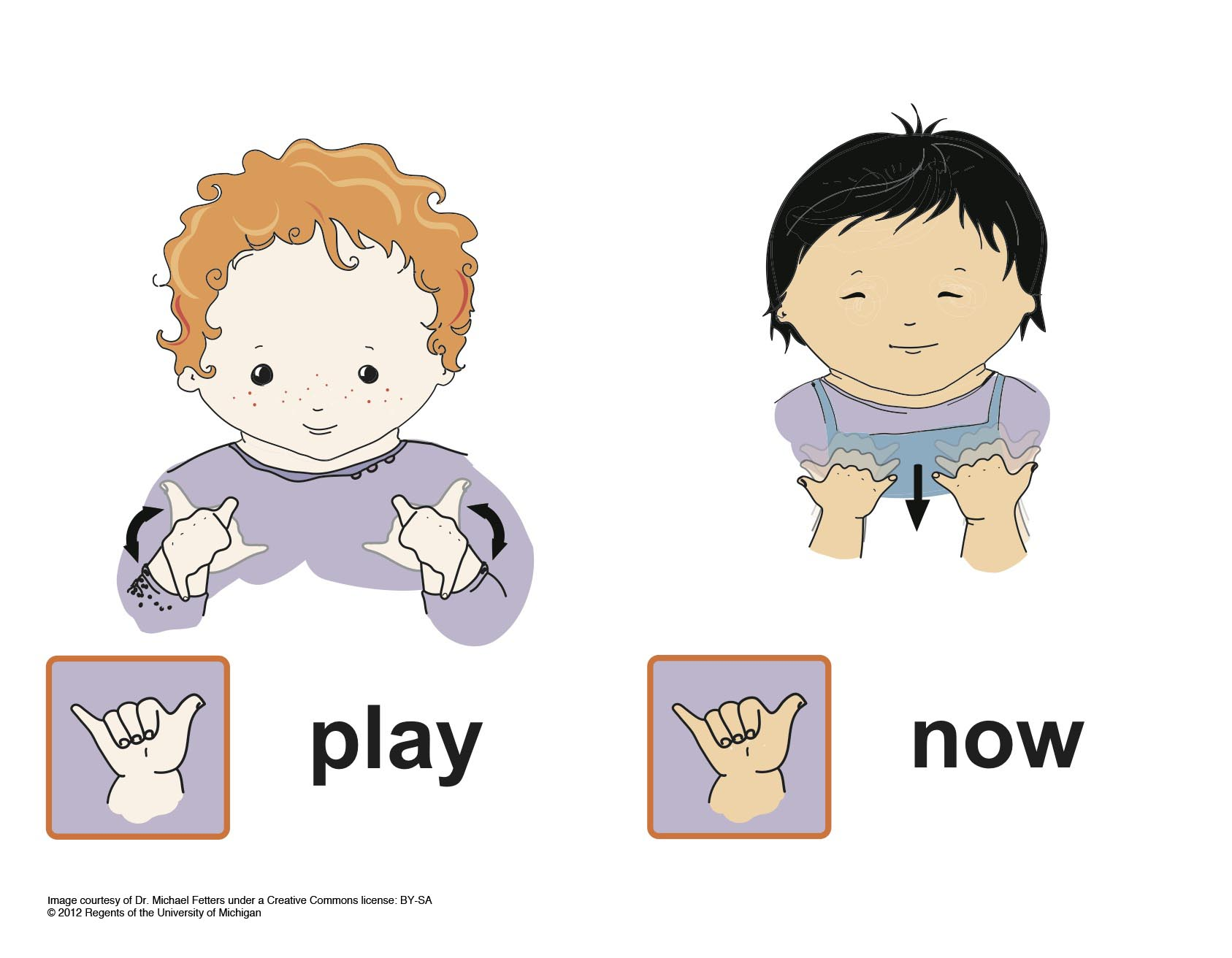
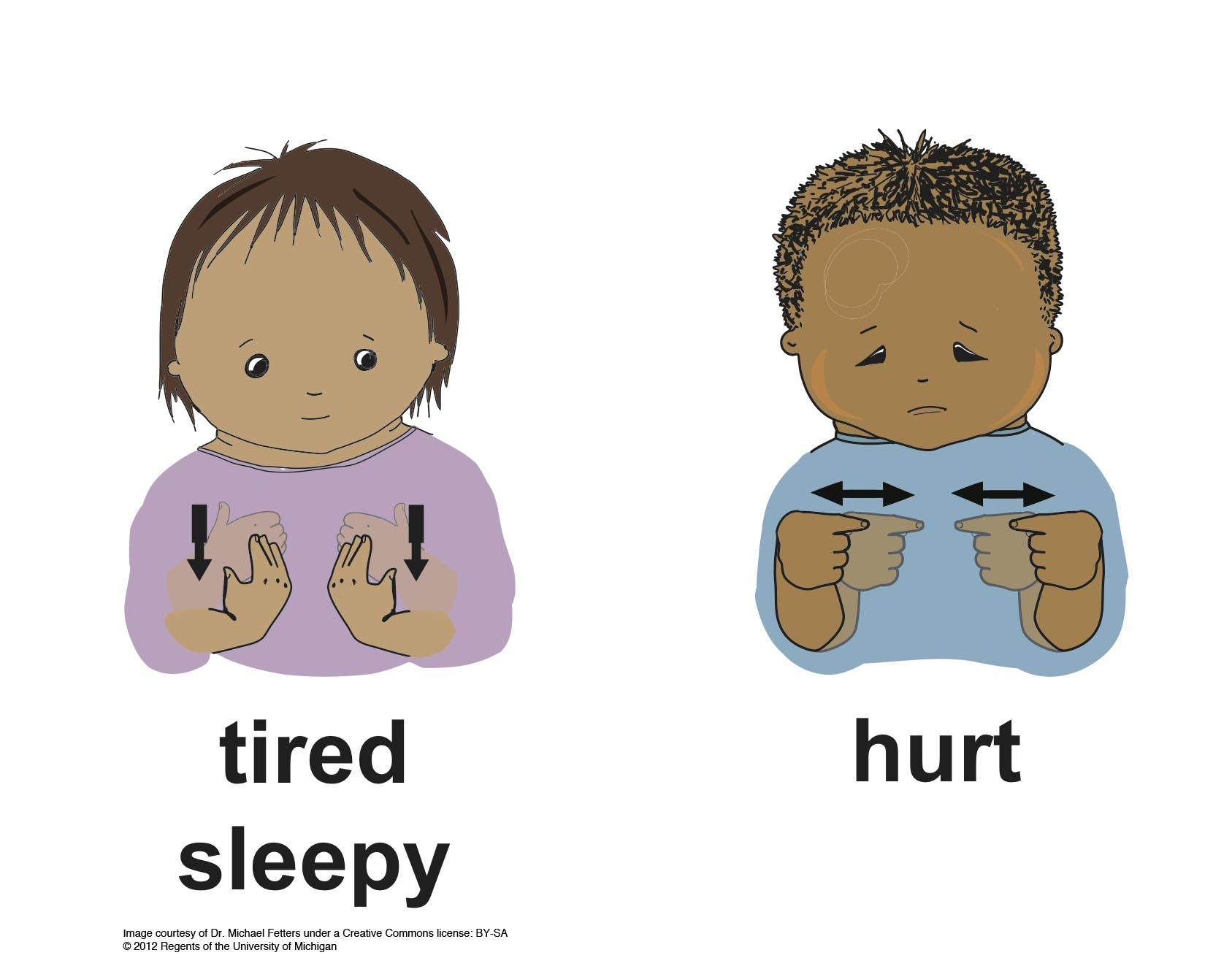
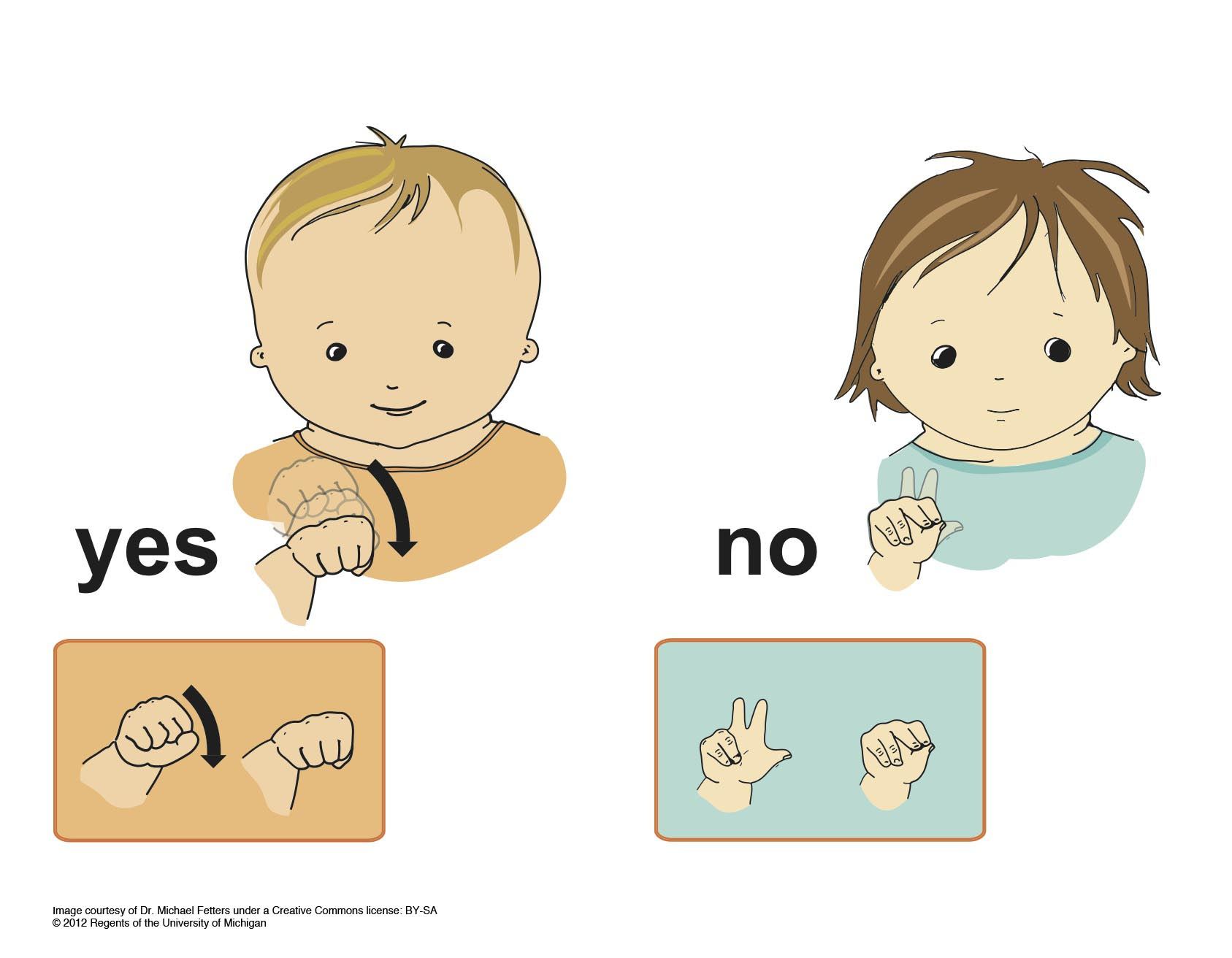